# Rondibilis yunnana
Rondibilis yunnana är en skalbaggsart som först beskrevs av Stefan von Breuning 1957.  Rondibilis yunnana ingår i släktet Rondibilis och familjen långhorningar. Inga underarter finns listade i Catalogue of Life.